# Hollerich
Hollerich (luxemburguês: Hollerech) é um dos bairros em que se divide a cidade do Luxemburgo, situado no sudoeste dessa cidade. Em  2001, o bairro tinha uma população de  5.569 habitantes.Foi município até 26 de março de 1920, data em que fundida com a cidade do Luxemburgo. 

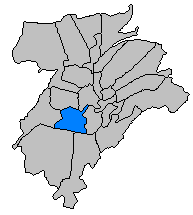
Hollerich, no sudoeste da cidade do Luxemburgo